# 吉野杉
吉野杉（よしのすぎ）は、国産材のブランドのひとつ。主に奈良県中南部の吉野林業地帯（主に川上村、東吉野村、黒滝村）が産地の杉。日本三大美林の1つ。

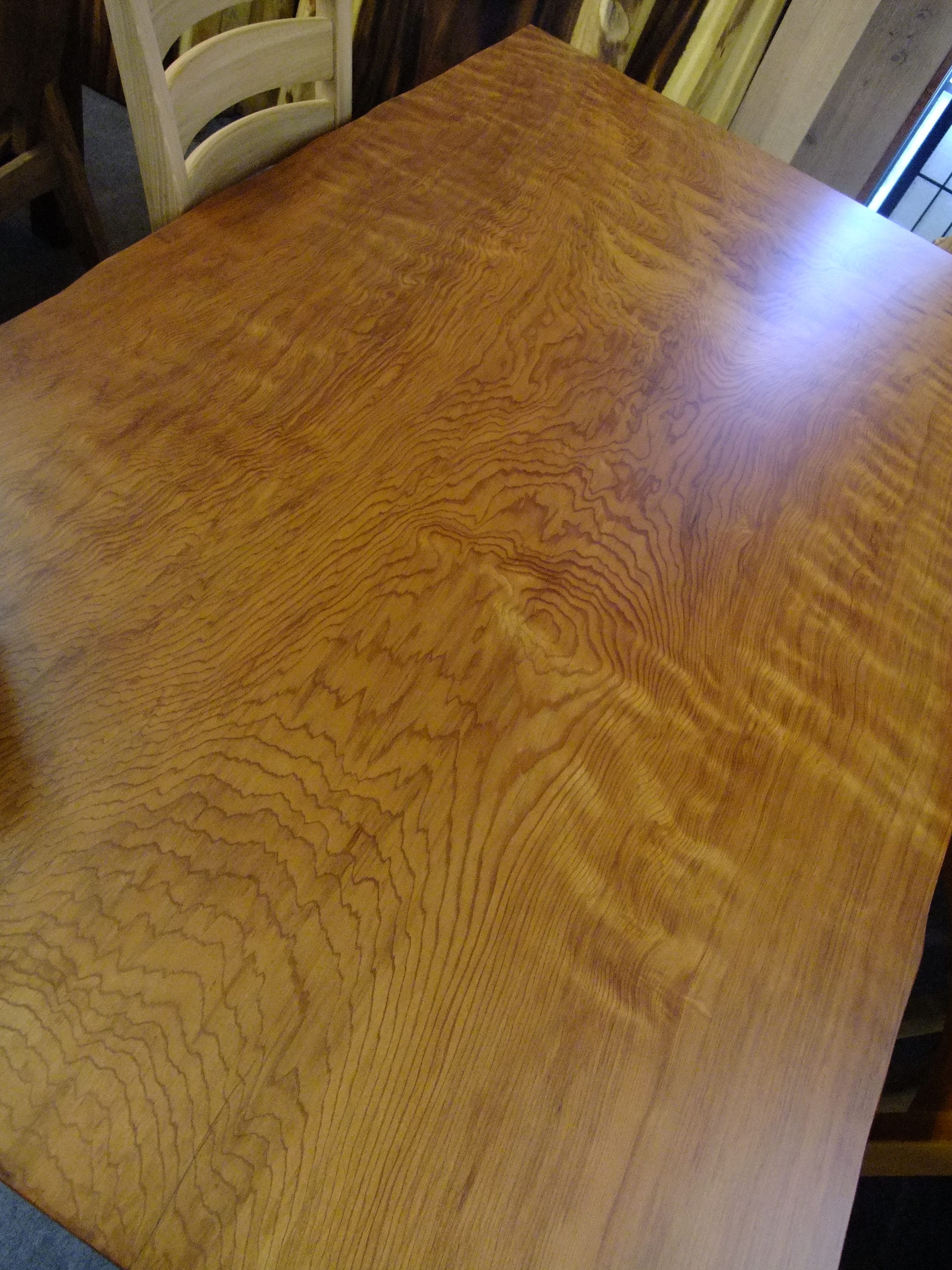
吉野杉の一枚板

多々ある杉の中で、高級のブランド材の一つとして有名。産地は斜面が多く、ヘリコプターなどを使用して搬出されることもある。伐採後すぐに森から搬出せず、「葉枯らし」という乾燥処置を半年程度行う。
江戸時代から昭和初期にかけては酒樽や樽丸の生産を目的としたため、植栽本数は1ha当たり8,000〜10,000本という超密植である。その後、弱度の間伐を数多く繰り返し、長伐期とする施行で行われてきた。年輪幅が狭く、完満直通、無節、色目の良さなどから、用材としても高く評価されてきた。
楢や桜と比較すると軽く、加工しやすいが、乾燥によって割れたり歪んだりしやすいので、高級家具には適さず、身の回りの品々に使われることが多い。
代々間伐を続けて育てえてきた「250年の森」は、森林セラピーのスポットとして人気がある。